# وزارت شهرسازی و اراضی افغانستان
وزارت شهرسازی و اراضی که قبلا با نام وزارت شهرسازی و مسکن شناخته می‌شد، یکی از وزارتخانه‌های افغانستان است. محمود کرزی وزیر کنونی وزارت شهرسازی و اراضی افغانستان است. این وزارتخانه مسئول رهنمود و تشکیل سیاست‌های شهری، حمایت از شهرداری‌ها/شاروالی‌ها و آماده‌سازی طرح جامع (ماستر پلان) شهری، ساختمان، حفظ و مراقبت از ساختمان‌ها است و در راستای اداره و تنظیم شهری، زیر بنا و خدمات شهری، بهسازی مناطق  برنامه‌ریزی نشده، توسعه زمین و تهیه مسکن فعالیت می‌کند.

## اهداف و برنامه‌ها
وزارت شهرسازی و اراضی چهار هدف اصلی دارد که شامل موارد زیر است:
- ایجاد نظام شهری مطلوب به نحوی که همه مناطق کشور به خدمات لازم دسترسی داشته باشد.
- ایجاد شهرهای سالم بر پایه اصول توسعه پایدار.
- فراهم نمودن دسترسی همه شهروندان به خدمات اساسی و زیر بنایی.
- تأمین رفاه اجتماعی در زمینه مسکن.

### برنامه‌های ملی
وزارت شهرسازی و اراضی، برنامه‌های زیر را به عنوان اولویت در دستور کار قرار داده است:
- برنامه ملی مسکن.
- برنامه ملی بهسازی.
- برنامه ملی طرح و اعمار زیربناهای شهری.
- برنامه ملی تهیه طرح‌های جامع شهری.
- برنامه ایجاد سیستم معلوماتی شهری.
- برنامه اصلاح اداره.
- برنامه حفظ و احیاء شهرهای تاریخی.

## تغییر نام
این وزارتخانه در ابتدا با نام وزارت شهرسازی و مسکن شناخته می‌شد، اما در ۱۰ قوس/آذر ۱۳۹۷ با اداره اراضی کشور ادغام و نام آن به وزارت شهرسازی و اراضی تغییر پیدا کرد.

## ساختار
| وزارت - مشاور حقوقی - مشاور فنی - مشاور عمومی - ریاست دفتر - ریاست نشرات - ریاست‌های ولایات - ریاست بازرسی داخلی | معاونت مالی و اداری - ریاست مالی - ریاست اداری - ریاست منابع بشری - ریاست تدارکات - آمریت جندر | معاونت شهرسازی - ریاست شهرسازی - ریاست آبرسانی و کانالیزسیون - ریاست سروی و مطالعات - ریاست انکشاف منطقوی | معاونت امور ساختمانی - ریاست زیر بنا تخنیکی - ریاست نظارت و مراقبت - ریاست کدهای ساختمانی ملی - ریاست خدمات مهندسی - ریاست طرح و پالیسی مسکن | معاونت مسکن - ریاست بهسازی و نوسازی ساحات غیرپلانی - ریاست تخنیکی مسکن - ریاست مطالعات اقتصادی و اجتماعی مسکن - ریاست املاک و اسکان |